# Виланова и Ђелтру
Виланова и Ђелтру (шп. Vilanova i la Geltrú) град је у Шпанији у аутономној заједници Каталонија у покрајини Барселона. Према процени из 2008. у граду је живело 64.905 становника.

## Становништво
Према процени, у граду је 2008. живело 64.905 становника.
| 1991.  | 2001.  |
| ------ | ------ |
| 45.864 | 54.230 |

## Партнерски градови
- Мерињак